# Efecte Sagnac

Figura 1. Representació esquemàtica d'un interferòmetre de Sagnac.

L'efecte Sagnac, també anomenat interferència de Sagnac, que rep el nom del físic francès Georges Sagnac, és un fenomen que es troba en interferometria i que es produeix per la rotació. L'efecte Sagnac es manifesta en un muntatge anomenat interferòmetre d'anell o interferòmetre de Sagnac. Un feix de llum es divideix i es fa que els dos feixos segueixin el mateix camí però en direccions oposades. En tornar al punt d'entrada, els dos feixos de llum poden sortir de l'anell i patir interferència. Les fases relatives dels dos feixos sortints, i per tant la posició de les franges d'interferència, es desplacen segons la velocitat angular de l'aparell. En altres paraules, quan l'interferòmetre està en repòs respecte a un marc de referència no giratori, la llum triga el mateix temps a travessar l'anell en qualsevol direcció. Tanmateix, quan el sistema interferòmetre gira, un feix de llum té un camí més llarg que l'altre per completar un circuit del marc mecànic, i per tant triga més, cosa que provoca una diferència de fase entre els dos feixos. Georges Sagnac va organitzar aquest experiment el 1913 en un intent de demostrar l'existència de l'èter que la teoria de la relativitat especial d'Einstein fa superflu.
Un giroscopi mecànic muntat en un cardan roman apuntant en la mateixa direcció després de girar, i per tant es pot utilitzar com a referència de rotació per a un sistema de navegació inercial. Amb el desenvolupament dels anomenats giroscopis làser i giroscopis de fibra òptica basats en l'efecte Sagnac, els giroscopis mecànics voluminosos poden ser substituïts per aquells sense parts mòbils en molts sistemes de navegació inercial moderns. Un giroscopi convencional es basa en el principi de conservació del moment angular, mentre que la sensibilitat de l'interferòmetre anular a la rotació prové de la invariància de la velocitat de la llum per a tots els sistemes de referència inercials.

## Descripció i funcionament

Figura 2. Un interferòmetre de Sagnac d'ones guiades, o giroscopi de fibra òptica, es pot realitzar utilitzant una fibra òptica en un o diversos bucles.

Normalment s'utilitzen tres o més miralls, de manera que els feixos de llum que es propaguen en sentit contrari segueixen un camí tancat com ara un triangle o un quadrat (Fig. 1). Alternativament, es pot emprar fibra òptica per guiar la llum a través d'un camí tancat (Fig. 2). Si la plataforma sobre la qual està muntat l'interferòmetre anular està girant, les franges d'interferència es desplacen en comparació amb la seva posició quan la plataforma no està girant. La quantitat de desplaçament és proporcional a la velocitat angular de la plataforma giratòria. L'eix de rotació no ha d'estar dins de l'àrea tancada. El canvi de fase de les franges d'interferència és proporcional a la freqüència angular de la plataforma {\displaystyle {\boldsymbol {\omega }}} i ve donada per una fórmula derivada originalment per Sagnac:
{\displaystyle \Delta \phi \approx {\frac {8\pi }{\lambda c}}{\boldsymbol {\omega }}\cdot \mathbf {A} }
on {\displaystyle \mathbf {A} } és l'àrea orientada del bucle i {\displaystyle \lambda } la longitud d'ona de la llum.
L'efecte és conseqüència dels diferents temps que triguen els feixos de llum que es mouen a la dreta i a l'esquerra a completar un viatge complet d'anada i tornada a l'anell interferòmetre. La diferència en els temps de viatge, quan es multiplica per la freqüència òptica {\displaystyle c/\lambda ,} determina la diferència de fase {\displaystyle \Delta \phi .}
La rotació així mesurada és una rotació absoluta, és a dir, la rotació de la plataforma respecte a un marc de referència inercial.

## Història
L'experiment de Michelson-Morley de 1887 havia suggerit que l'hipotètic èter luminífer, si existís, era completament arrossegat per la Terra. Per provar aquesta hipòtesi, Oliver Lodge va proposar el 1897 la construcció d'un interferòmetre anular gegant per mesurar la rotació de la Terra; Albert Abraham Michelson va fer una suggerència similar el 1904. Esperaven que amb un interferòmetre d'aquest tipus fos possible decidir entre un èter estacionari i els èters que són arrossegats parcialment o completament per la Terra. És a dir, si l'èter hipotètic fos arrossegat per la Terra (o per l'interferòmetre), el resultat seria negatiu, mentre que un èter estacionari donaria un resultat positiu.
La primera descripció de l'efecte Sagnac en el marc de la relativitat especial va ser feta per Max von Laue el 1911, dos anys abans que Sagnac dugués a terme el seu experiment. Continuant el treball teòric de Michelson (1904), von Laue es va limitar a un marc de referència inercial (que va anomenar marc de referència "vàlid"), i en una nota a peu de pàgina va escriure "un sistema que gira respecte a un sistema vàlid". {\displaystyle K^{0}} no és vàlid". Suposant una velocitat de la llum constant {\displaystyle c}, i establint la velocitat de rotació com a {\displaystyle \omega }, va calcular el temps de propagació {\displaystyle \tau _{+}} d'un raig i {\displaystyle \tau _{-}} del raig contrapropagant, i en conseqüència va obtenir la diferència de temps {\displaystyle \Delta \tau =\tau _{+}-\tau _{-}}. Va concloure que aquest experiment amb interferòmetre sí que produiria (quan es restringeix a termes de primer ordre en {\displaystyle v/c} ) el mateix resultat positiu tant per a la relativitat especial com per a l'èter estacionari (aquest últim el va anomenar "teoria absoluta" en referència a la teoria de Lorentz de 1895). També va concloure que només els models d'arrossegament complet de l'èter (com els de Stokes o Hertz) donarien un resultat negatiu.
El primer experiment d'interferometria destinat a observar la correlació entre la velocitat angular i el canvi de fase va ser realitzat pel científic francès Georges Sagnac el 1913. El seu propòsit era detectar "l'efecte del moviment relatiu de l'èter". Sagnac creia que els seus resultats constituïen una prova de l'existència d'un èter estacionari. Tanmateix, com s'ha explicat anteriorment, von Laue ja va demostrar el 1911 que aquest efecte és coherent amb la relativitat especial. A diferència de l'experiment de Michelson-Morley, acuradament preparat per demostrar un vent d'èter causat per l'arrossegament terrestre, l'experiment de Sagnac no va poder demostrar aquest tipus de vent d'èter perquè un èter universal afectaria totes les parts de la llum giratòria per igual.

## Teoria

### Cas bàsic

Figura 3. La llum que viatja en direccions oposades recorre distàncies diferents abans d'arribar a la font en moviment

El desplaçament de les franges d'interferència en un interferòmetre d'anell es pot veure intuïtivament com a conseqüència de les diferents distàncies que recorre la llum a causa de la rotació de l'anell. (Fig. 3) La derivació més simple és per a un anell circular de radi R, amb un índex de refracció d'un, que gira a una velocitat angular de {\displaystyle \omega }, però el resultat és general per a geometries de bucle amb altres formes. Si una font de llum emet en ambdues direccions des d'un punt de l'anell giratori, la llum que viatja en la mateixa direcció que la direcció de rotació ha de recórrer més d'una circumferència al voltant de l'anell abans d'atrapar la font de llum de darrere. El temps {\displaystyle t_{1}} que triga a atrapar la font de llum ve donat per:
{\displaystyle t_{1}={\frac {2\pi R+\Delta L}{c}}}
{\displaystyle \Delta L} és la distància (fletxa negra en negreta a la Fig. 3) que el mirall s'ha mogut en aquest mateix temps:
{\displaystyle \Delta L=R\omega t_{1}.\,}
Eliminant {\displaystyle \Delta L} de les dues equacions anteriors obtenim:
{\displaystyle t_{1}={\frac {2\pi R}{c-R\omega }}.}
De la mateixa manera, la llum que viatja en la direcció oposada a la rotació recorrerà menys d'una circumferència abans de colpejar la font de llum a la part frontal. Així doncs, el temps que aquesta direcció de la llum ha d'arribar de nou a la font en moviment és:
{\displaystyle t_{2}={\frac {2\pi R}{c+R\omega }}.}
La diferència horària és
{\displaystyle \Delta t=t_{1}-t_{2}={\frac {4\pi R^{2}\omega }{c^{2}-R^{2}\omega ^{2}}}.}
Per a {\displaystyle R\omega =v\ll c}, això es redueix a
{\displaystyle \Delta t\approx {\frac {4\pi R^{2}\omega }{c^{2}}}={\frac {4A\omega }{c^{2}}},}
on A és l'àrea de l'anell.

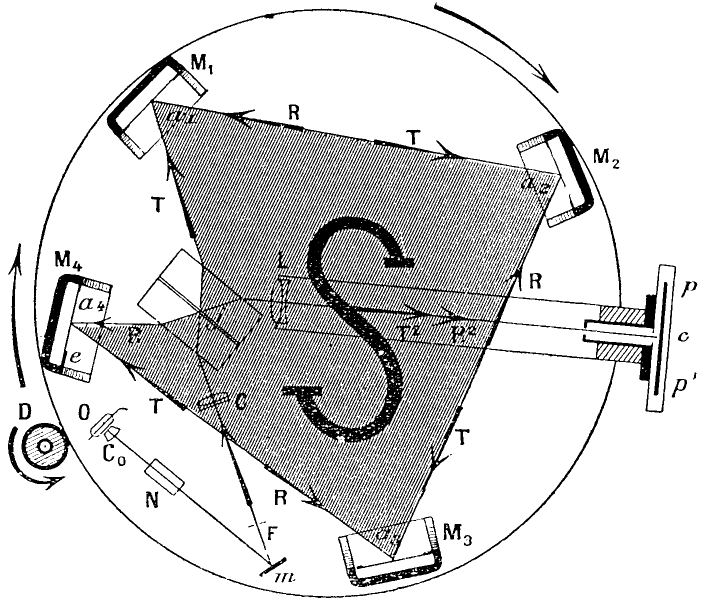
Figura 4. La fórmula de l'àrea de Sagnac s'aplica a qualsevol forma de bucle.

Tot i que aquesta derivació simple és per a un anell circular amb un índex de refracció d'un, el resultat és vàlid per a qualsevol forma de bucle giratori amb àrea A. (Fig. 4)
Per a formes més complicades, o altres valors d'índex de refracció, es pot obtenir el mateix resultat calculant el canvi de fase òptica en cada direcció utilitzant el principi de Fermat i tenint en compte les diferents velocitats de fase per a les diferents direccions de propagació en un marc de referència inercial de laboratori, que es pot calcular mitjançant la suma relativista de velocitats.
Imaginem una pantalla per veure franges col·locades a la font de llum (o fem servir un divisor de feix per enviar llum des del punt font fins a la pantalla). Donada una font de llum estable, es formaran franges d'interferència a la pantalla amb un desplaçament de les franges proporcional a les diferències de temps necessàries perquè els dos feixos contrarotants travessin el circuit. El canvi de fase és {\displaystyle \Delta \phi ={\frac {2\pi c\,\Delta t}{\lambda }}}, cosa que fa que les franges es desplacin proporcionalment a {\displaystyle A} i {\displaystyle \omega }.
A velocitats no relativistes, l'efecte Sagnac és una conseqüència simple de la independència de la font respecte a la velocitat de la llum. En altres paraules, l'experiment de Sagnac no distingeix entre la física prerelativista i la física relativista.
Quan la llum es propaga en un cable de fibra òptica, la configuració és efectivament una combinació d'un experiment de Sagnac i de l'experiment de Fizeau. En el vidre la velocitat de la llum és més lenta que en el buit, i el cable òptic és el medi en moviment. En aquest cas s'aplica la regla relativista de la suma de velocitats. Les teories prerelativistes de la propagació de la llum no poden explicar l'efecte Fizeau. (El 1900 Lorentz ja podia explicar l'efecte Fizeau, però en aquell moment la seva teoria havia evolucionat fins a una forma en què, en efecte, era matemàticament equivalent a la relativitat especial.)
Com que l'emissor i el detector viatgen a la mateixa velocitat, els efectes Doppler es cancel·len, de manera que l'efecte Sagnac no implica l'efecte Doppler. En el cas de la interferometria làser d'anell, és important tenir-ho en compte. Quan la configuració del làser anular gira, els feixos que es propaguen en sentit contrari experimenten canvis de freqüència en direccions oposades. Aquest canvi de freqüència no és un desplaçament Doppler, sinó més aviat un efecte de ressonància de la cavitat òptica, tal com s'explica més endavant a Làsers d'anell.
L'efecte Sagnac s'entén bé en el context de la relativitat especial, on des del punt de vista de la font de llum giratòria, la diferència de fase es deu al fet que la línia de simultaneïtat al llarg del camí de la llum no forma un bucle tancat en l'espai-temps.

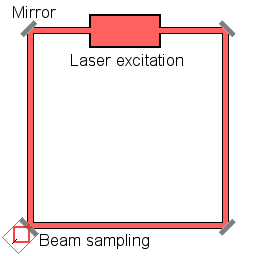
Figura 6. Representació esquemàtica d'una configuració de làser anular.

## Aplicacions
Un relé de polsos que circumnavega la Terra, verificant una sincronització precisa, també es reconeix com un cas que requereix correcció per l'efecte Sagnac. El 1984 es va establir una verificació que va involucrar tres estacions terrestres i diversos satèl·lits GPS, amb retransmissions de senyals que anaven cap a l'est i l'oest arreu del món. En el cas d'un interferòmetre de Sagnac, s'obté una mesura de la diferència en el temps d'arribada produint franges d'interferència i observant el desplaçament de les franges. En el cas d'un relé d'impulsos arreu del món, la diferència en el temps d'arribada s'obté directament del temps d'arribada real dels impulsos. En ambdós casos, el mecanisme de la diferència en el temps d'arribada és el mateix: l'efecte Sagnac.
L'experiment Hafele-Keating també es reconeix com una contrapart de la física de l'efecte Sagnac. En l'experiment real de Hafele-Keating el mode de transport (vols de llarga distància) va donar lloc a efectes de dilatació del temps propis, i van caldre càlculs per separar les diverses contribucions. Per al cas (teòric) dels rellotges que es transporten tan lentament que els efectes de dilatació del temps derivats del transport són insignificants, la diferència de temps entre els rellotges quan arriben de tornada al punt de partida serà igual a la diferència de temps que es troba per a un relé de polsos que viatja arreu del món: 207 nanosegons.

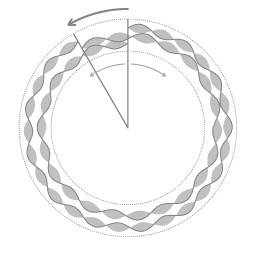
Figura 7. Representació esquemàtica del canvi de freqüència quan un interferòmetre làser d'anell gira. Tant la llum contrapropagant com la llum copropagant passen per 12 cicles de la seva freqüència.

### Usos pràctics
L'efecte Sagnac s'empra en la tecnologia actual. Un ús és en sistemes de guia inercial. Els giroscopis làser d'anell són extremadament sensibles a les rotacions, que cal tenir en compte si es vol que un sistema de guia inercial retorni resultats precisos. El làser circular també pot detectar el dia sideral, que també es pot anomenar "mode 1".
Els sistemes globals de navegació per satèl·lit (GNSS), com ara GPS, GLONASS, COMPASS o Galileo, han de tenir en compte la rotació de la Terra en els procediments d'ús de senyals de ràdio per sincronitzar rellotges.